# Giuseppe Lolli
Giuseppe Francesco Lolli (* 1701 in Bologna; † 11. August 1778 in Salzburg) war Hofkapellmeister und Tenorist in Salzburg.

## Leben
1722 kam Lolli als Tenorist in der Salzburger Hofmusikkapelle und wurde 1743 zum Vizekapellmeister ernannt. Als Nachfolger Johann Ernst Eberlins stieg er 1762 zum Hofkapellmeister auf. Leopold Mozart, der sich Hoffnungen auf die Position gemacht hatte, wurde Vizekapellmeister und blieb dies auch nach Lollis Tod, allerdings unter Gewährung einer Gehaltserhöhung. Unter Erzbischof Colloredo wurde ihm aufgrund seiner Altersschwäche Domenico Fischietti zur Seite gestellt.
Leopold Mozart berichtete über Lolli: „Er hat außer einigen Oratorien für die kammer fast gar nichts, für die Kirche aber etliche Messen u. Vesperpsalmen geschrieben.“
Sein Schaffen umfasst sowohl weltliche (weltliche Vokal- und Instrumentalwerke) als auch sakrale Kompositionen (Messen, Kirchensonaten u. a.)